# Sauvagesia lanceolata
Sauvagesia lanceolata là một loài thực vật có hoa trong họ Ochnaceae. Loài này được Sastre miêu tả khoa học đầu tiên năm 1997.